# Kalsoy

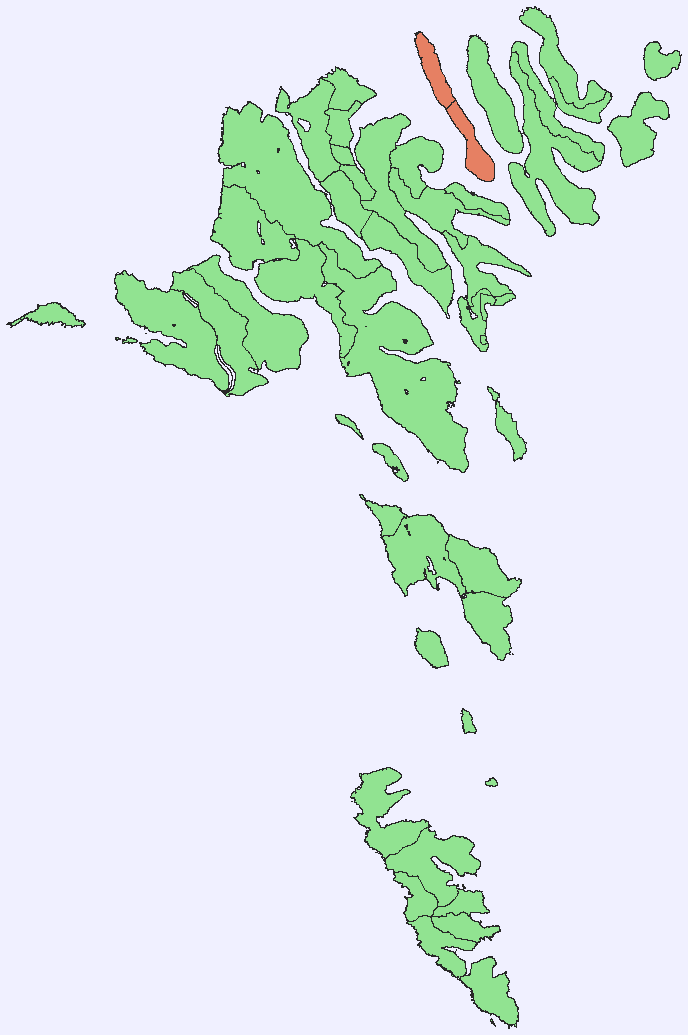
Localização da ilha de Kalsoy

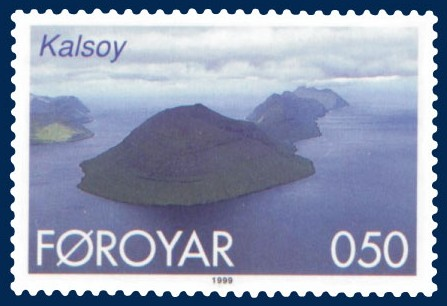
Selo mostrando a ilha de Kalsoy

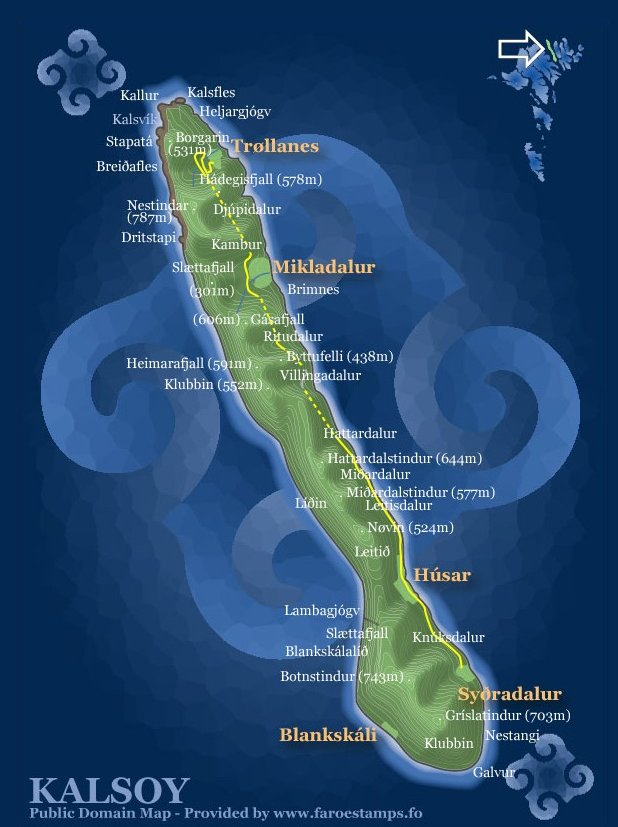
Mapa de Kalsoy (isolada das ilhas vizinhas)

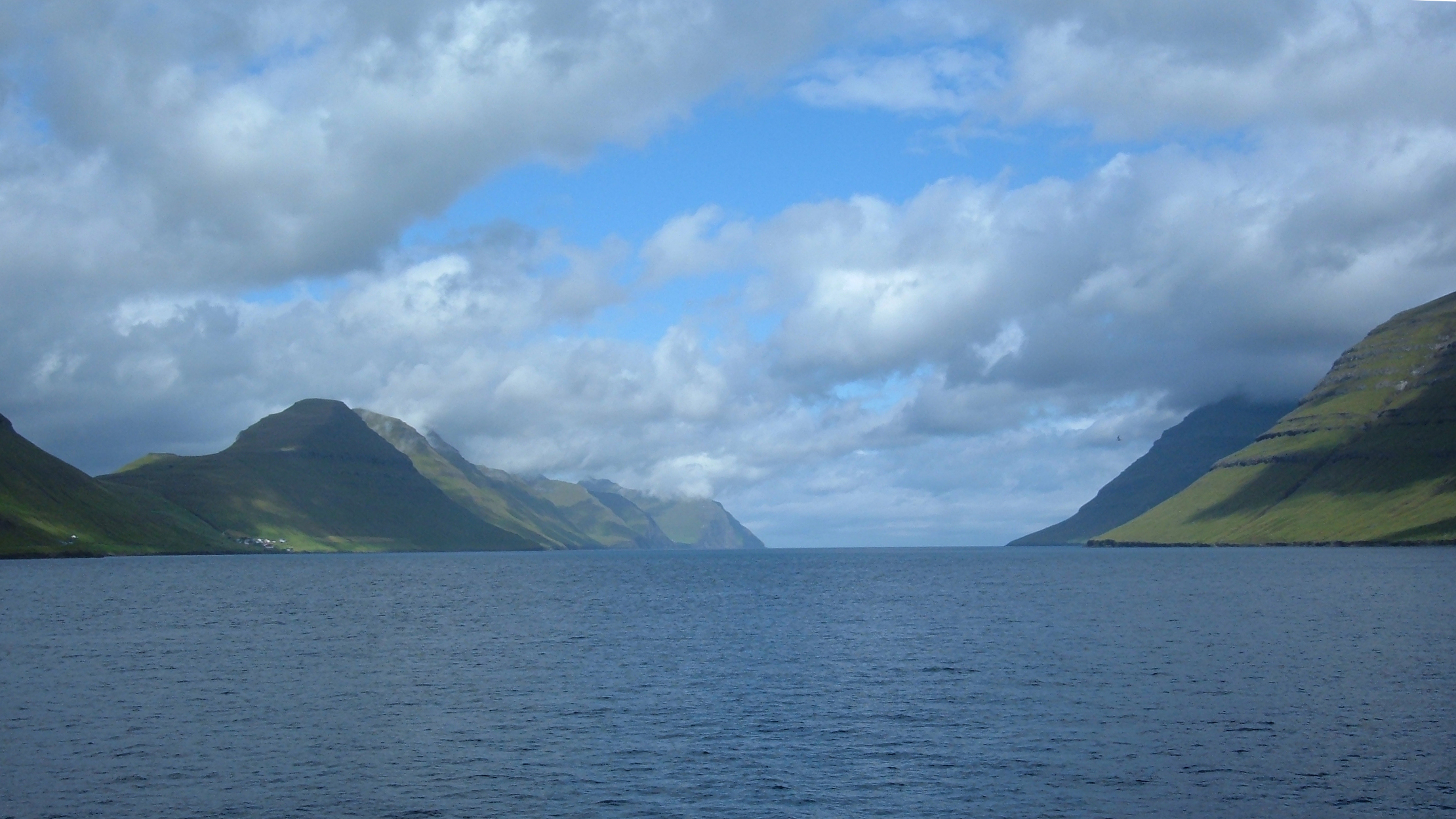
Kalsoyarfjørður: Kalsoy (à esquerda) e Kunoy (à direita)

Kalsoy (em Dinamarquês Kalsø) é uma das Ilhas Faroés. Situa-se no nordeste do arquipélago, entre  Eysturoy e Kunoy. O seu nome significa a ilha dos homens.
A sua área é de 30,9 km², sendo a nona maior ilha do arquipélago.
É também a nona ilha mais populosa, com 147 habitantes e uma densidade populacional de 4,8 habitantes/km².
A montanha mais elevada é Nestindar, com 788 metros de altura. A ilha possui no total 13 cumes.
Pertence ao município de Klaksvík, com Mikladalur (79 habitantes), que antigamente era um município independente, e Húsar (68 habitantes).

## Geografia
A costa ocidental possui encostas extremamente íngremes em toda a extensão da ilha, enquanto que vales idílicos nos declives orientais protegem as quatro pequeninas povoações, Húsar, Mikladalur, Syðradalur e Trøllanes, cujas populações somadas não chegam a 150 pessoas. Estão ligadas por uma estrada parcialmente alcatroada, que atravessa quatro túneis escuros.
A forma fina da ilha e os seus túneis dão-lhe a alcunha de "a flauta".
Existe um farol em Kallur, na ponta norte de Kalsoy. Existem 13 cumes, sendo as maiores montanhas Nestindar (787 m) e Botnstindur (743 m).

### Túneis
| Ano  | Nome                 | Comprimento | liga                   |
| ---- | -------------------- | ----------- | ---------------------- |
| 1979 | Villingadalstunnilin | 1.193       | Húsar e Mikladalur     |
| 1980 | Mikladalstunnilin    | 1.082       | Húsar e Mikladalur     |
| 1980 | Ritudalstunnilin     | 683         | Húsar e Mikladalur     |
| 1985 | Teymur í Djúpadal    | 220         | Mikladalur e Trøllanes |
| 1985 | Trøllanestunnilin    | 2.248       | Mikladalur e Trøllanes |

## Turismo
Existem portos de barcos de transporte em Syðradalur e Húsar. Um dos barcos dos correios, chamado Barsskor, realiza viagens regulares a partir de Klaksvík para ambas as povoações.
É possível caminhar para norte desde o farol até Kallur, mas os quatro túneis sem luz aconselham a presença de uma lanterna. Porém, não há trânsito suficiente para que os gases dos escapes sejam um problema. O túnel mais a norte, atravessando Trøllanes, é estreito, frio, húmido e tem mais de 2 km de extensão. Raramente é usado por automóveis, dado que a população de Trøllanes é de apenas 20 pessoas. O trilho à superfície entre Mikladalur e Trøllanes é perigoso e alto, devendo ser evitado.
Existe ainda um serviço de transporte de autocarro entre Húsar e Trøllanes.

## Lendas
Kalsoy possui inúmeras lendas. A mais conhecida é a Lenda da mulher-foca de Mikladalur.
No folclore faroês ancestral, acreditava-se que na décima-segunda noite, as focas saíam do mar, despiam as suas peles de foca e se tornavam seres humanos, indo dançar para terra. Mas, antes do amanhecer, tinham que voltar a vestir as suas peles, para conseguirem regressar ao mar.
Numa noite, porém, um camponês de Mikladalur roubou a pele de uma linda mulher-foca, de forma que ela não pôde voltar para o seu marido e seus filhos no mar. Viveu com o seu novo marido durante anos e teve filhos com ele. Ele trancara a pele de foca num grande baú, que continha todos os seus haveres valiosos, para que ela nunca o abandonasse e mantinha sempre a chave num fio em volta do seu pescoço.
Mas, um dia, quando se encontrava no mar a pescar, descobriu que se esquecera da chave. Quando regressou, a sua mulher-foca já deixara a casa, tendo apagado a lareira e escondido todas as facas, para proteger as suas crianças terrenas.
Algum tempo mais tarde, na noite anterior à tradicional matança de focas, a mulher-foca visitou o seu ex-marido num sonho, pedindo-lhe que não matasse o defensor da encosta das focas, que era o seu marido foca, nem as pequenas e jovens focas que eram suas filhas. O camponês não ligou ao pedido e a vingança dela foi terrível. Enquanto gozava o banquete da caçada na mesma noite, um monstro entrou na sua casa, dizendo-lhe que iriam cair tantos homens das encostas dos pássaros, que poderiam todos dar as mãos à volta de toda a ilha de Kalsoy.
Esta vingança foi sempre levada a sério, não só em Kalsoy, mas em todas as Ilhas Faroés, em geral. Os descendentes da mulher-foca ainda são reconhecidos no país por certas características, em especial pelos seus dedos curtos.